# Robert Faurisson
Robert Faurisson (născut Robert Faurisson Aitken; n. 25 ianuarie 1929, Shepperton⁠(d), Anglia, Regatul Unit – d. 21 octombrie 2018, Vichy, Auvergne-Rhône-Alpes, Franța) a fost un profesor universitar franco-britanic și negaționist al Holocaustului. Faurisson a publicat mai multe articole controversate în Journal of Historical Review și în alte publicații și a trimis scrisori ziarelor franceze, în special ziarului Le Monde, în care contesta istoria acceptată a Holocaustului, inclusiv existența camerelor de gazare în lagărele de exterminare naziste, uciderea sistematică prin gazare a evreilor europeni în timpul celui de-al Doilea Război Mondial, autenticitatea Jurnalului Annei Frank și veridicitatea relatărilor lui Elie Wiesel cu privire la suferințele sale din timpul războiului. După promulgarea Legii Gayssot împotriva negării Holocaustului în 1990, Faurisson a fost judecat și amendat, iar în 1991 a fost înlăturat din postul universitar pe care îl deținea.

## Copilăria și educația
Faurisson este considerat a fi unul dintre cei șapte copii născuți în Shepperton, Middlesex, Anglia dintr-un tată francez și o mamă scoțiană.
El a urmat studii de filologie franceză, latină și greacă (Lettres classiques), după care a absolvit examenul de titularizare pentru profesori de gimnaziu în 1956. A devenit profesor la un liceu din Vichy, lucrând simultan la o teză despre Lautréamont, și a obținut doctoratul în 1972. A fost numit lector, apoi a fost profesor de literatură franceză la Universitatea din Lyon între 1973 și 1990. El a dobândit atenție publică în perioada cât era tânăr profesor la Vichy, atunci când a publicat o interpretare a poeziei Sonnet des voyelles a lui Rimbaud ca text erotic, adăugând că el a descoperit singurul adevăr posibil despre acest poem. În jurul anului 1960 a dezvoltat simpatii politice pentru activiștii mișcării Algérie française și a fost arestat din cauza suspiciunii că ar fi membru al Organisation armée secrète (o organizație teroristă care încerca să-l omoare, printre alții, pe De Gaulle).

## Negarea Holocaustului
Activismul lui Faurisson ca negaționist al Holocaustului datează din anul 1974, când a contactat institutul Yad Vashem printr-o lungă scrisoare în care detalia o serie de argumente despre care pretindea că demonstrau că nu a existat niciun genocid al evreilor în timpul celui de-al Doilea Război Mondial. Aceste afirmații s-au bazat pe propria sa interpretare a documentelor de arhivă și pe scepticismul său cu privire la afirmațiile și mărturiile unor diferite personalități istorice, inclusiv oficiali naziști, cum ar fi Rudolf Höss.
El a devenit implicat în activitățile desfășurate de Institute for Historical Review în anii 1970, ținând conferințe și publicând mai multe lucrări. A depus mărturie de două ori în apărarea negaționistului canadiano-german Ernst Zündel și mărturia lui a fost considerată ca fiind baza „Raportului Leuchter”, un document cunoscut prin care era negat Holocaustul. Activismul lui Faurisson i-a atras mai multe critici, inclusiv pe cele ale istoricului evreu francez Pierre Vidal-Naquet.

În 1978 Faurisson a scris un text în limba franceză intitulat „Jurnalul Annei Frank - este autentic?”. Textul a apărut în traducere neerlandeză în 1985, cu titlul schimbat „Jurnalul Annei Frank - un fals”. Articolul său punea sub semnul întrebării diferite elemente din Jurnalul Annei Frank, inclusiv utilizarea unui aspirator în perioada cât familia a stat ascunsă. Faurisson a continuat,
„Aspiratoarele de atunci erau extrem de zgomotoase. Trebuie să întreb: „este credibil?” Întrebarea mea nu este doar o formalitate. Ea nu este retorică. Scopul ei nu este de a uimi. Întrebarea mea este pur și simplu o întrebare. Va trebui găsit un răspuns”.
Faurisson l-a intervievat pe Otto Frank atunci când s-a documentat pentru scrierea articolului, deși Frank a contestat majoritatea afirmațiilor pe care Faurisson i le-a atribuit. Articolul lui Faurisson pe această temă a intrat pentru prima oară în lumina reflectoarelor în timpul procesului între Otto Frank și Heinz Roth, proprietarul unei edituri responsabile pentru tipărirea mai multor scrieri neonaziste, inclusiv mai multe publicații care contestau autenticitatea jurnalului Annei Frank; textul scris de Faurisson pe această temă a fost prezentat în fața tribunalului ca opinia unui expert în apărarea lui Roth. În 1978 curtea a hotărât că Roth trebuie să se abțină de la publicarea oricărui alt material care să susțină că jurnalul era un fals.
Președintele iranian Mahmoud Ahmadinejad i-a acordat lui Faurisson un premiu pentru „curaj”, la Teheran, Iran, în 2 februarie 2012.

### Controverse
Faurisson a fost amendat de un tribunal francez în 1983 pentru că a declarat că „Hitler nu a ordonat și nici nu a permis ca cineva să fie ucis din motiv de rasă sau religie”.
Unul dintre lucrările lui Faurisson a fost publicată cu o introducere a lui Noam Chomsky. S-a dovedit că introducerea lui Chomsky nu a fost scrisă în acest scop, ci Chomsky a autorizat utilizarea acesteia pentru a-l apăra pe Faurisson într-un context diferit. Textul scris de Chomsky era o pledoarie pentru apărarea generală a libertății de exprimare, inclusiv cea a lui Faurisson. Chomsky a declarat că „nu văd nici o implicație antisemită în negarea existenței camerelor de gazare sau chiar în negarea Holocaustului... Nu văd nici un indiciu al implicației antisemite în lucrările lui Faurisson” și l-a considerat pe Faurisson ca un „liberal relativ apolitic de un anumit fel”. Chomsky a fost acuzat că-l sprijină pe Faurisson, mai degrabă decât să-i apere acestuia dreptul la liberă exprimare, acuzație pe care Chomsky a negat-o. Chomsky, care a descris Holocaustul drept „cea mai fantastică izbucnire de nebunie colectivă din istoria omenirii”, a susținut că opiniile sale pe acest subiect erau „diametral opuse” față de cele ale lui Faurisson.
În septembrie 1989 Faurisson a fost bătut de niște necunoscuți care au pretins a fi „Fiii memoriei evreilor”, o organizație despre care nu se cunoaște nimic, nici înainte, nici după incident. Faurisson mergea pe jos pentru a-și plimba câinele într-un parc din Vichy și a fost lovit cu pumnii și cu picioarele de trei tineri, fiindu-i rupt maxilarul.
La scurt timp după adoptarea Legii Gayssot, în 1990, Faurisson a fost condamnat pentru negarea Holocaustului de către un tribunal francez. Faurisson a depus în 1993 o plângere la Comitetul pentru Drepturile Omului al ONU; în 1996 Comitetul a respins pretenția lui Faurisson că acțiunea penală a statului francez la adresa lui s-a făcut cu încălcarea Primului protocol opțional al Tratatului Internațional privind Drepturile Civile și Politice.
În 1991 Faurisson a fost eliminat din postul universitar pe care-l deținea din cauza faptului că opiniile sale contraveneau prevederilor Legii Gayssot, un act francez adoptat în 1990 care interzicea negarea Holocaustului. El a contestat această lege pe care a acuzat-o de încălcare a dreptului internațional la Tratatul Internațional privind Drepturile Civile și Politice și la Comitetul pentru Drepturile Omului. Comitetul pentru Drepturile Omului a confirmat că Legea Gayssot este necesară pentru a contracara antisemitismul. Au urmat alte procese; el a fost acuzat, printre altele, că ar fi publicat un text negaționist pe site-ul web al Association des anciens amateurs de récits de guerre et d'Holocauste (ARGH) în 1998, dar a fost achitat din lipsă de probe că el ar fi autorul. 
Faurisson a fost inculpat din nou pe data de 11 iulie 2006. El a fost acuzat de negarea Holocaustului într-un interviu acordat postului iranian de televiziune „Sahar 1” în februarie 2005. Pe 3 octombrie 2006, el a fost condamnat la trei luni de închisoare cu suspendare și amendat cu 7.500 de euro pentru această infracțiune. În decembrie 2006 Faurisson a ținut un discurs la Conferința Internațională pentru Revizuirea Viziunii Globale asupra Holocaustului, care a fost sponsorizată de guvernul iranian.
De la sfârșitul anului 2008 Faurisson a devenit un apropiat al comicului și activistului politic Dieudonné M'bala M'bala, cu care a apărut în public, pe scenă și în film, și cu care a sărbătorit cei 80 de ani de viață ai lui Faurisson în teatrul său. Dieudonné i-a acordat lui Robert Faurisson premiul „proscrisul insolent”. Premiul a fost prezentat de către unul dintre asistenții lui Dieudonné, Jacky, îmbrăcat într-o uniformă din lagărul de concentrare cu un ecuson galben. Acest lucru i-a atras lui Dieudonné o condamnare penală.

## Publicații
- A-t-on LU Rimbaud ?, în Bizarre, nr. 21-22, 1961; ed. a II-a cu titlul A-t-on lu Rimbaud ? Suivi de l'Affaire Rimbaud, Paris: J.J. Pauvert, 1971; ed. a III-a publicată de La Vieille Taupe, 1991.
- A-t-on bien lu Lautréamont ?, Paris: Gallimard, 1972.
- La clé des Chimères et autres chimères de Nerval, Paris: J.J. Pauvert, c.1977.
- Mémoire en défense: contre ceux qui m’accusent de falsifier l’histoire, Paris: La Vieille Taupe, 1980.
- (editat de Serge Thion) Vérité historique ou vérité politique : le dossier de l’affaire Faurisson : la question des chambres à gaz, Paris: La Vieille Taupe, 1980.
- Réponse à Pierre Vidal-Naquet, Paris: La Vieille Taupe, 1982.
- „Chronique sèche de l'Épuration – Exécutions sommaires dans quelques communes de Charente limousine”, Revue d'Histoire révisionniste, nr. 4, februarie–aprilie 1991.
- Réponse à Jean-Claude Pressac, publicat de AAARGH, 1993
- Écrits révisionnistes (1974-1998), 4 vol., tipărite particular, 1999.
- (cu Siegfried Verbeke) Het «Dagboek» van Anne Frank : een kritische benadering

## Legături externe
- A Man (Un Homme), interview with Faurisson by French historian Paul-Éric Blanrue (subtitled in English, German and Italian)
- fr  Robert Faurisson's unofficial blogsite Arhivat în 26 iulie 2017, la Wayback Machine.
- Interview with Prof. Robert Faurisson Arhivat în 28 aprilie 2014, la Wayback Machine. by Carolyn Yeager, 56 mn Programme "The Heretics’ Hour" at The Voice of Reason, US Radio
- Holocaust Deniers and Skeptics Gather in Iran, The New York Times, 11 decembrie 2006
- fr  Quand le négationnisme s'invite à l'université, by Didier Daeninckx, amnistia.net, 20 martie 2000
- French Holocaust Denier on Ban of Al-Manar: 'The Big Lie of the Alleged Holocaust ... is the Shield of Jewish Tyranny... Destroy it', Faurisson in an interview to Iran's Mehr News Agency (MNA) about France's decision to ban Al-Manar TV, MEMRI, 18 decembrie 2004.
- Nizkor Project's entries on Faurrisson Arhivat în 11 noiembrie 2017, la Wayback Machine.
- Rudolf, Germar (ed.) Dissecting the Holocaust: The Growing Critique of 'Truth' and 'Memory' [nefuncțională]
. Prefață de Robert Faurisson (pp 7–12)
- „Who Denies the Holocaust And Why Do They Deny It?”. Accesat în 9 februarie 2009.